# ستيف مورتيمر
ستيف مورتيمر (بالإنجليزية: Steve Mortimer)‏ هو لاعب دوري الرغبي أسترالي، ولد في 15 يوليو 1956 في واجا واجا في أستراليا.